# DAF 95
DAF 95 — крупнотоннажный грузовой автомобиль, выпускавшийся нидерландской компанией DAF Trucks в период с 1987 по 1997 год.

## Описание модели
Крупнотоннажник DAF 95 дебютировал на выставке IAA в 1987 году и изначально комплектовался только 6-цилиндровым 11,6-литровым дизельным двигателем DAF ATi мощностью 310, 350 и 380 лошадиных сил. Кабина Cabtec-cab, совместно разработанная компаниями DAF и Pegaso, внешне напоминает кабины автомобилей MAN F90 и MAN F2000. В 1990 году передний бампер и логотип DAF были обновлены. Мощности двигателя увеличились на 10—20 лошадиных сил. В 1992 году дебютировала новая модель с двигателем мощностью 430 л. с. Двумя годами позднее дебютировала специальная версия 95500 Super Space Cab с 14-литровым 6-цилиндровым дизельным двигателем Cummins мощностью 507 л. с.
На основе этой модели в 1997 году был разработан DAF XF, чьи двигатели отвечают стандарту Евро-5. В связи с этим производство автомобилей DAF 95 было остановлено.